# Krón Jenő
Krón Jenő, Eugen Kron (Szobránc, 1882. május 1. – Budapest, 1974. január 7.) grafikus, litográfus.

## Pályafutása
Krón Oszkár és Bleier Regina fia. 1909 és 1913 között és 1917-18-ban Mintarajziskolában tanult, ahol Zemplényi Tivadar és Olgyai Viktor voltak a mesterei. 1911-12-ben Nagybányán dolgozott. 1913-ban 10 rézkarcból álló sorozatot adott ki a diósgyőri vasgyárból vett motívumokkal. Kiállított Párizsban, Londonban és az 1914-es lipcsei könyv- és grafikai kiállításon. Az első világháború után Kassán telepedett le, 1920-tól 1928-ig dolgozott itt, a kassai múzeum rajziskolájának vezetője volt. 1924-ben Zürichben, majd a Nemzeti Szalonban rézkarcokat, litográfiákat és tusrajzokat állított ki. Későbbi munkáival az expresszionizmus felé közeledett. 1928 és 1956 között Olaszországban, majd 1956-tól Budapesten élt. Több lapja van a Szépművészeti Múzeum gyűjteményében. Házastársa Felsmann Mária volt.

## Egyéni kiállítások
- 1938 • Kelet-szlovákiai Múzeum, Kassa
- 1957 • Kelet-szlovákiai Múzeum, Kassa (kat.) • Derkovits Terem, Budapest
- 1963 • Derkovits Terem, Budapest
- 1972 • Magyar Nemzeti Galéria, Budapest (kat.).

## Művek közgyűjteményekben
Herman Ottó Múzeum, Miskolc • Kelet-szlovákiai Múzeum, Kassa • Magyar Nemzeti Galéria, Budapest • M. Civico, Milánó • M. Corsini, Róma • Szépművészeti Múzeum, Budapest.